# Верхньолипицька сільська рада
| Верхньолипицька сільська рада — орган місцевого самоврядування у Рогатинському районі Івано-Франківської області з адміністративним центром у с. Верхня Липиця. Історична дата утворення: в 1940 році. 7 червня 1946 року указом Президії Верховної Ради УРСР село Липиця Горішня Більшівцівського району перейменовано на Верхня Липиця і Липицько-Горішнянська сільська Рада — на Верхньолипицька. Водоймища на території, підпорядкованій даній раді: річка Нараївка. Сільській раді підпорядковані населені пункти: - с. Верхня Липиця - с. Гоноратівка - с. Городиська - с. Зеленів - с. Лопушня - с. Малинівка |

## Склад ради
Рада складається з 20 депутатів та голови.

### Керівний склад ради
| ПІБ                           | Основні відомості                                                                          | Дата обрання | Дата звільнення |
| ----------------------------- | ------------------------------------------------------------------------------------------ | ------------ | --------------- |
| Галушка Володимир Зеновійович | Сільський голова, 1966 року народження, освіта                                             | 26.03.2006   | 31.10.2010      |
| Галушка Володимир Зіновійович | Сільський голова, 1966 року народження, освіта вища, член політичної партії «Наша Україна» | 31.10.2010   |                 |

Примітка: таблиця складена за даними джерела